# Alfredo Pinoargote Cevallos
Alfredo Pinoargote Cevallos (Esmeraldas, 27 de julio de 1945-Samborondón, 19 de marzo de 2022) fue un abogado, diplomático y periodista ecuatoriano, conocido por ser director y conductor de los programas de opinión Detrás de la noticia y Contacto Directo, transmitidos por la cadena de televisión Ecuavisa.

## Biografía
Nació en la provincia de Esmeraldas el 27 de julio de 1945. Su vocación la descubrió en la infancia, cuando escribió una carta dirigida al alcalde de la ciudad en la que cuestionaba su gestión. Tenía apenas 10 años y cursaba el quinto curso de primaria.
Estudió Jurisprudencia en la Universidad Católica de Santiago de Guayaquil, época en la cual solicitó convertirse en articulista del Diario El Universo. Tenía 23 años cuando sus columnas de opinión comenzaron a circular en uno de los principales medios impresos del país. Tiempo después, fue editor general de dicho medio de comunicación desde la ciudad de Quito.
Durante la década de 1970 también colaboraría con artículos de opinión para la revista Vistazo, de la cual se convertiría en su editor general años después. Entre 1982 y 2002 formaría parte de la diplomacia ecuatoriana, ocupando cargos como embajador ante la Unión Europea y las Naciones Unidas en Ginebra, Suiza.
En 2003 regresa al país y se integra a las filas de la cadena televisiva Ecuavisa, como conductor y director del programa dominical de análisis y opinión Detrás de la noticia, en el que trataba sobre temas de la realidad nacional, permaneciendo en dicho espacio hasta inicios de 2009.
Ese mismo año es designado como director del programa matutino de entrevistas Contacto Directo, transmitido de lunes a viernes y que combina los hechos más destacados del día con entrevistas, análisis y opinión junto a principales rostros de la política nacional. En este espacio, compartió pantalla junto a los periodistas Estéfani Espín y Lenin Artieda. En 2020 se retiró de la pantalla a consecuencia de la pandemia de COVID-19, pero se mantuvo al frente de la dirección del programa y aparecía en cortos vídeos editoriales sobre el tema del día.
Su postura editorial en varios medios de comunicación fue objeto de varias sanciones y amenazas en su contra. Durante la dictadura militar que gobernó Ecuador en la década de 1970, Pinoargote fue encarcelado y víctima de un atentado en el que colocaron una bomba en su automóvil. En el tiempo que estuvo al frente del programa Contacto Directo, en el gobierno de Rafael Correa fue objeto de varias sanciones por parte de la Superintendencia de Comunicación (SUPERCOM) y el Consejo de Regulación de la Comunicación (CORDICOM). En 2014 los organismos dictaminaron que Pinoargote y Ecuavisa debían ofrecer disculpas públicas, tras un comentario vertido el 7 de enero de dicho año en el que afirmó:

"La libertad de expresión tiene su máxima expresión, valga la redundancia... pero hay un ambiente o un sistema de restricción a esa libertad, por ejemplo ya no se le puede decir a los gays maricas, a los afros no se les puede decir negros, a los ladrones no se les puede decir ladrones...".
Alfredo Pinoargote

Falleció el 19 de marzo de 2022 a los 76 años, por complicaciones en su salud.

## Vida personal
Estuvo casado con Margarita Quiroz Heinert, quien falleció en 2018. Tuvo tres hijos: Paola, Carla y Alfredo Pinoargote Quiroz, este último es periodista deportivo y también trabaja para la cadena Ecuavisa.
Desde 1985 sufrió las consecuencias de una mala práctica médica que lo obligó a usar bastón y más tarde, silla de ruedas.